# Biserica de lemn din Magherești din Deal

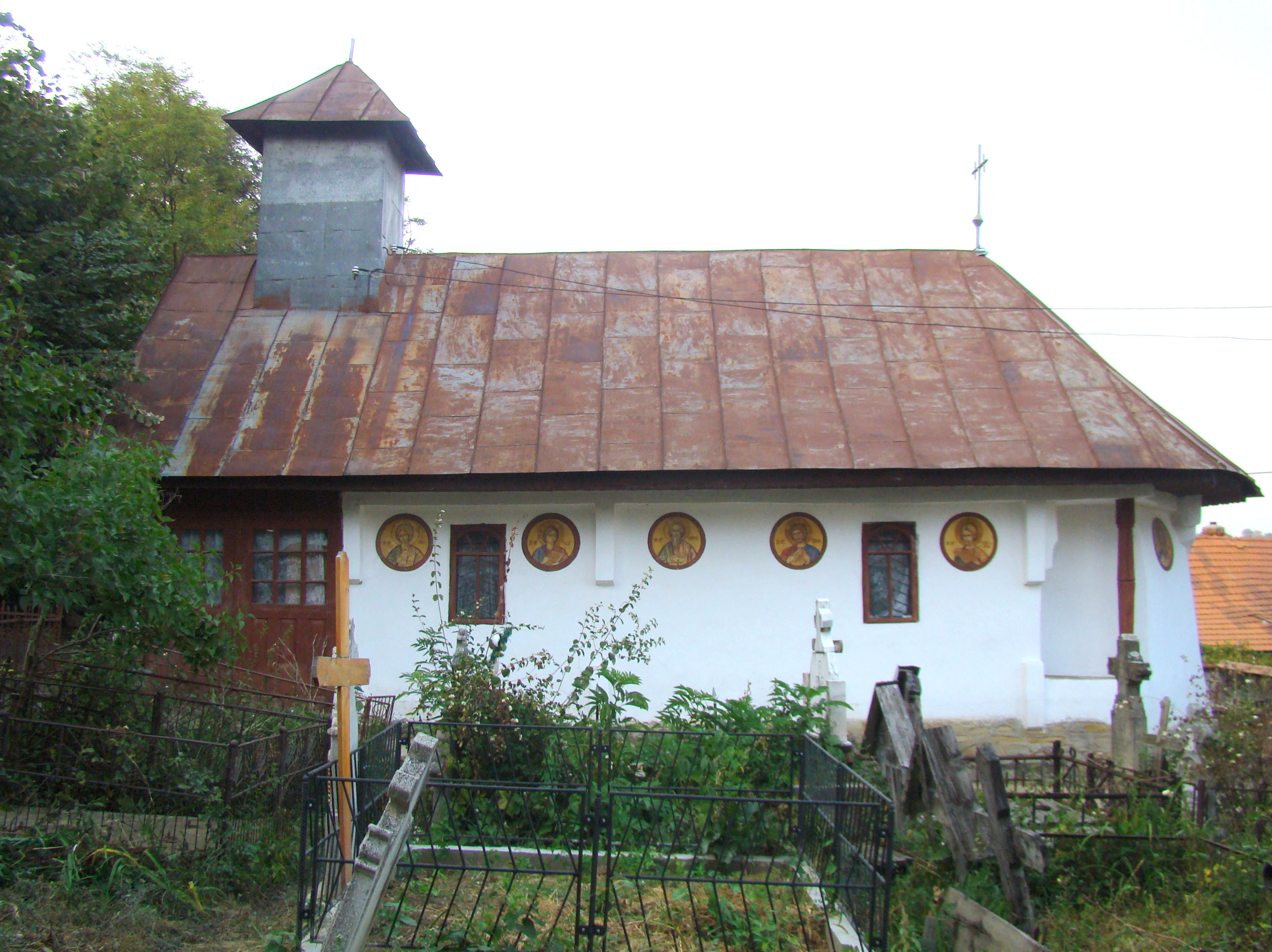
Biserica de lemn „Cuvioasa Paraschiva” din Magherești din Deal, comuna Săcelu, județul Gorj, foto. septembrie 2011.

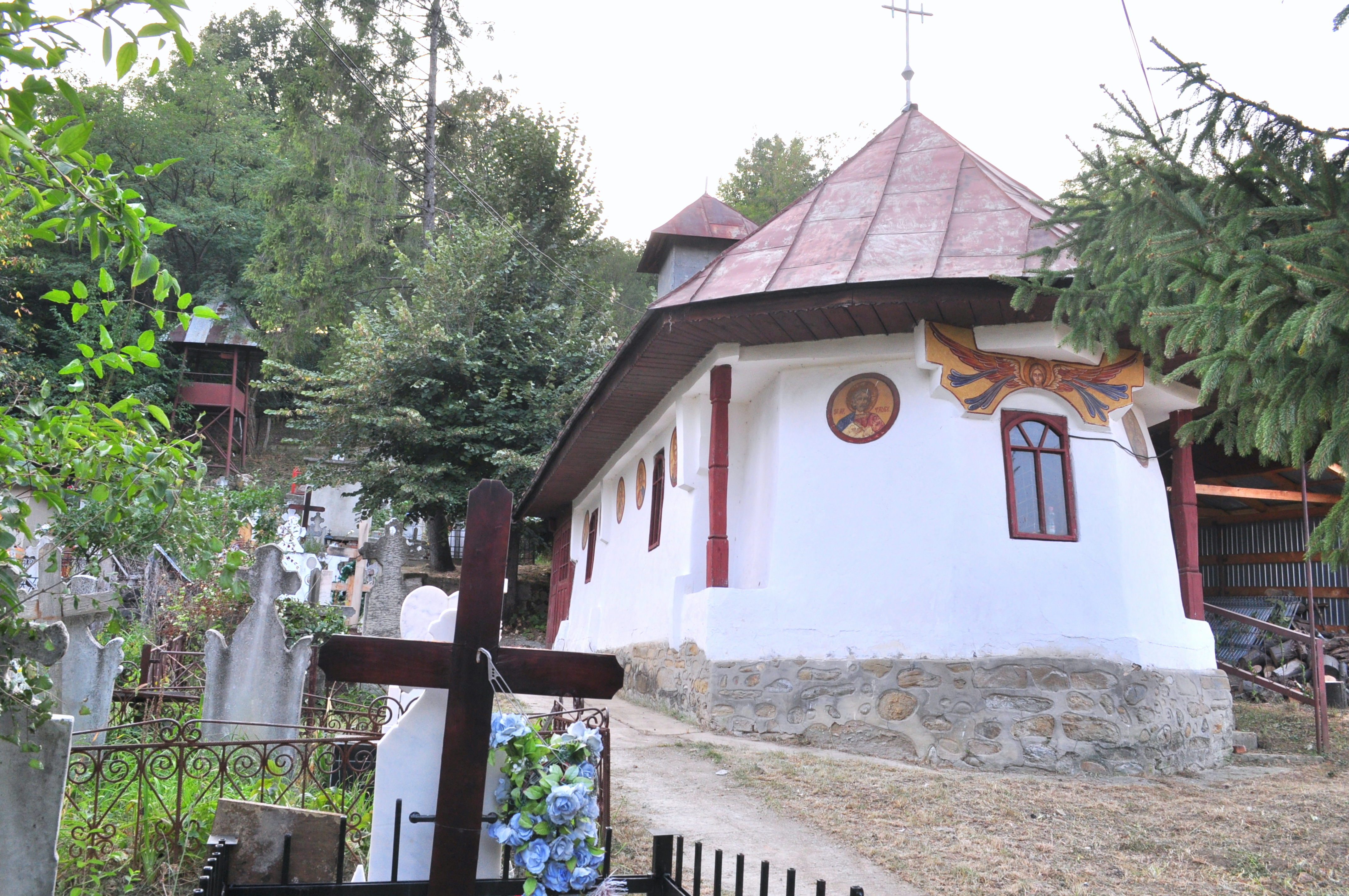
Biserica (est)

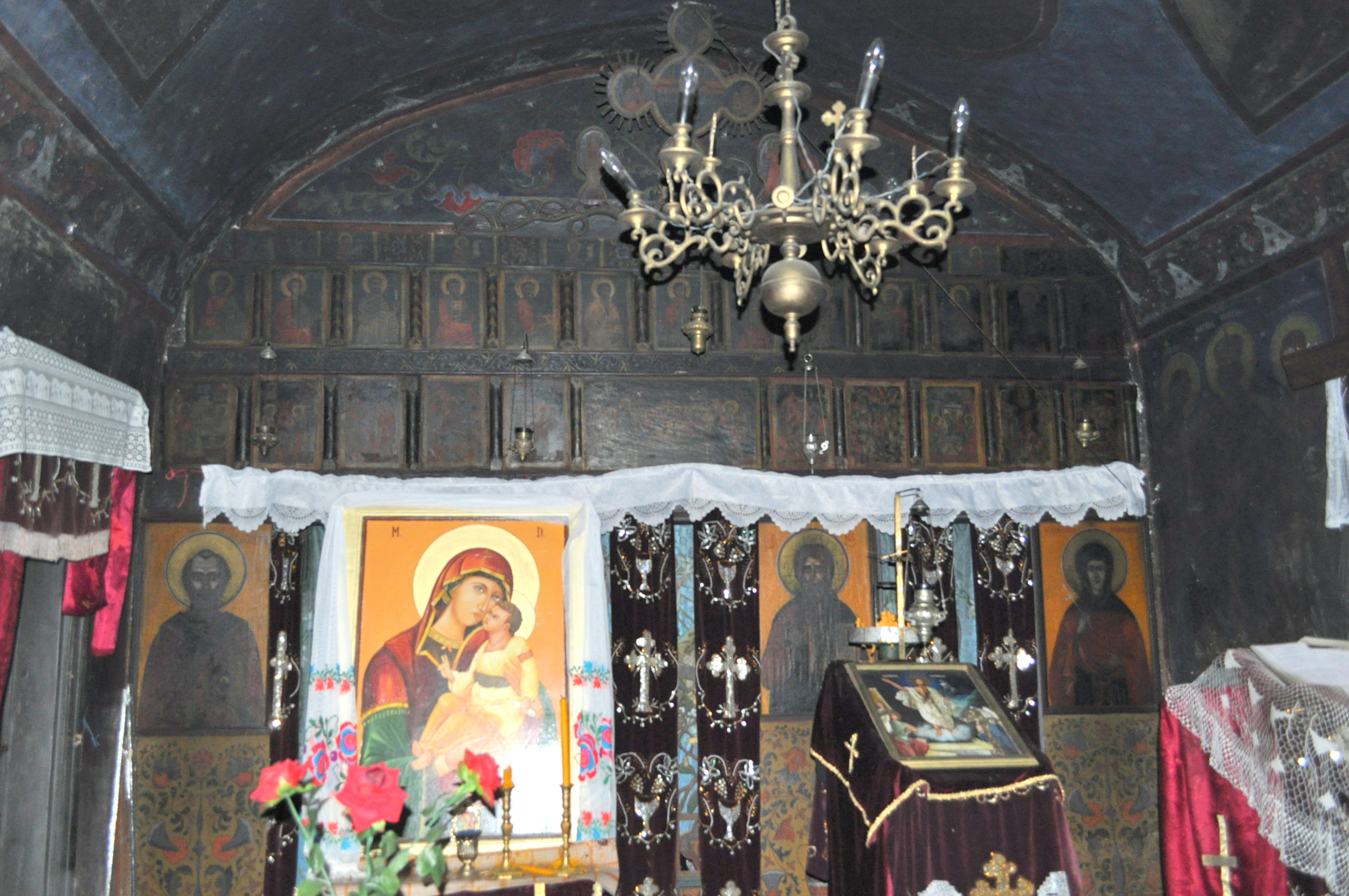
Interiorul navei

Sfinții Mucenici

Jertfa lui Avraam

Pisanie

Împrejurimi

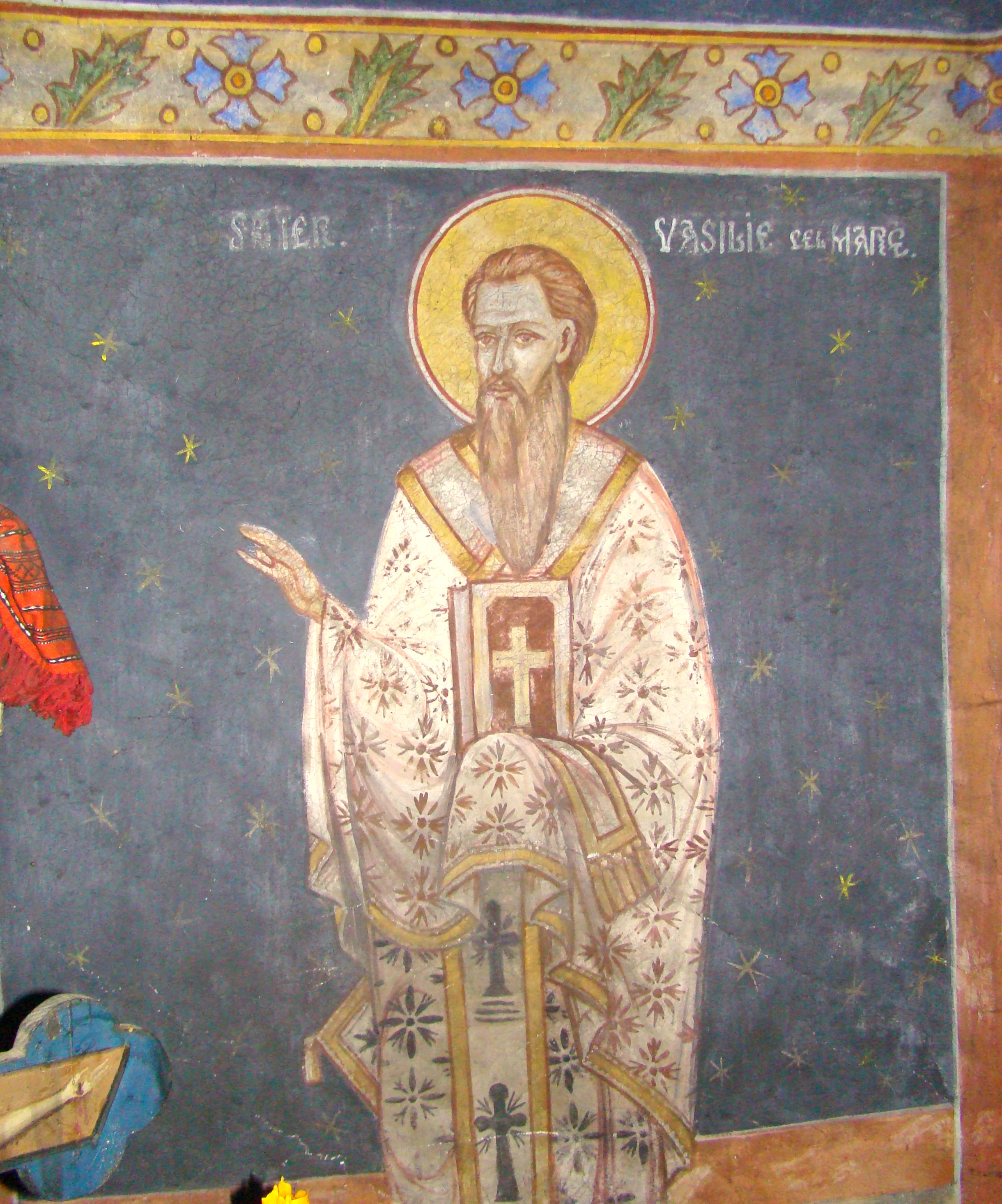
Sfântul Ierarh Vasile cel Mare

Biserica de lemn din Magherești din Deal, comuna Săcelu, județul Gorj, a fost construită în 1850. Are hramul „Cuvioasa Paraschiva”. Biserica nu se află pe noua listă a monumentelor istorice.

## Istoric și trăsături
Ca și în cazul altor biserici gorjene, nu se știe cu exactitate când a fost construită, probabil în anul 1850, din bârne de lemn pe o temelie de piatră. S-au făcut lucrări de renovare în 1955. Pictura în stil bizantin, lucrată în frescă, a fost realizată de pictorul Ioan Glăvan din Novaci.

## Imagini din exterior

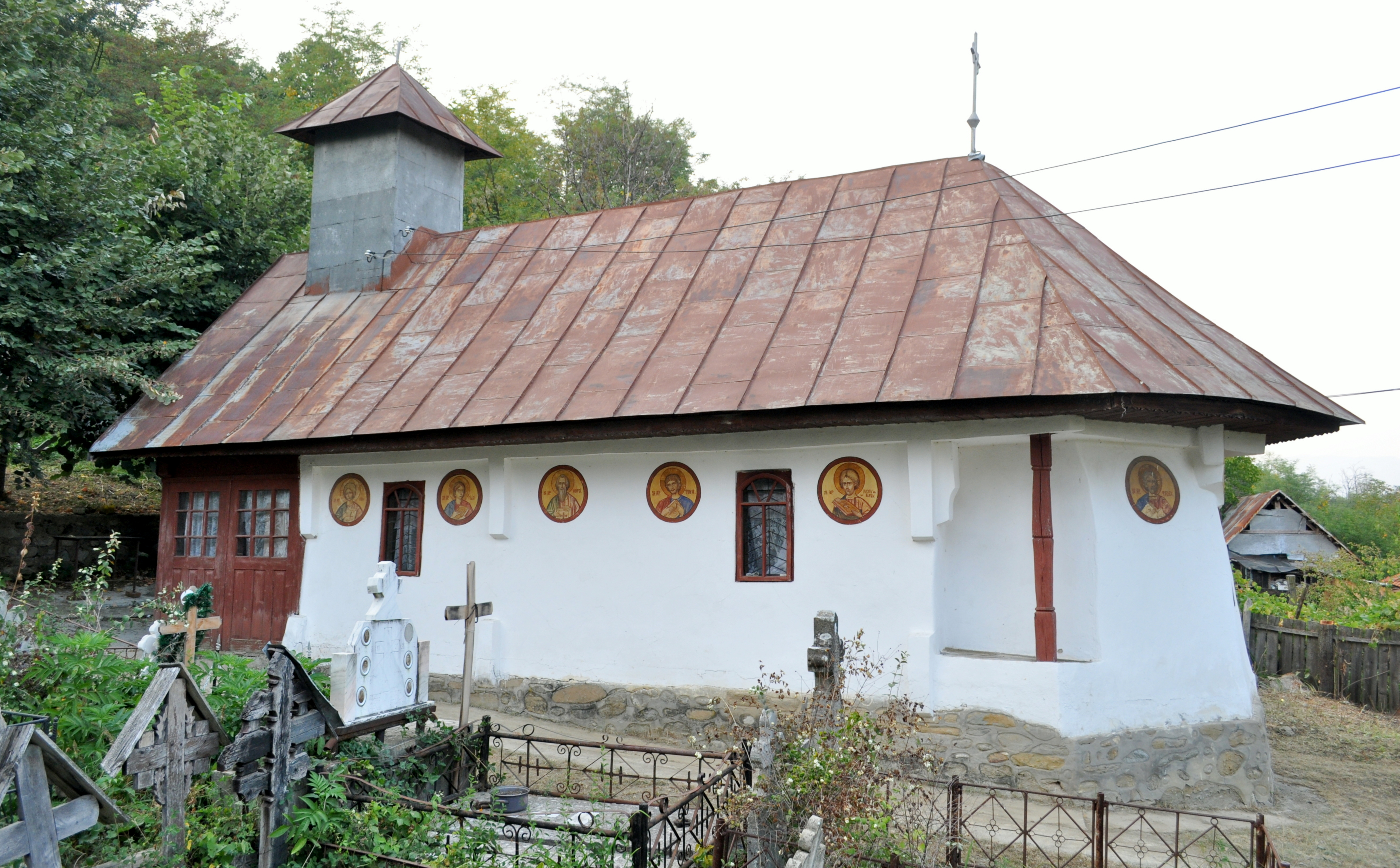

## Imagini din interior

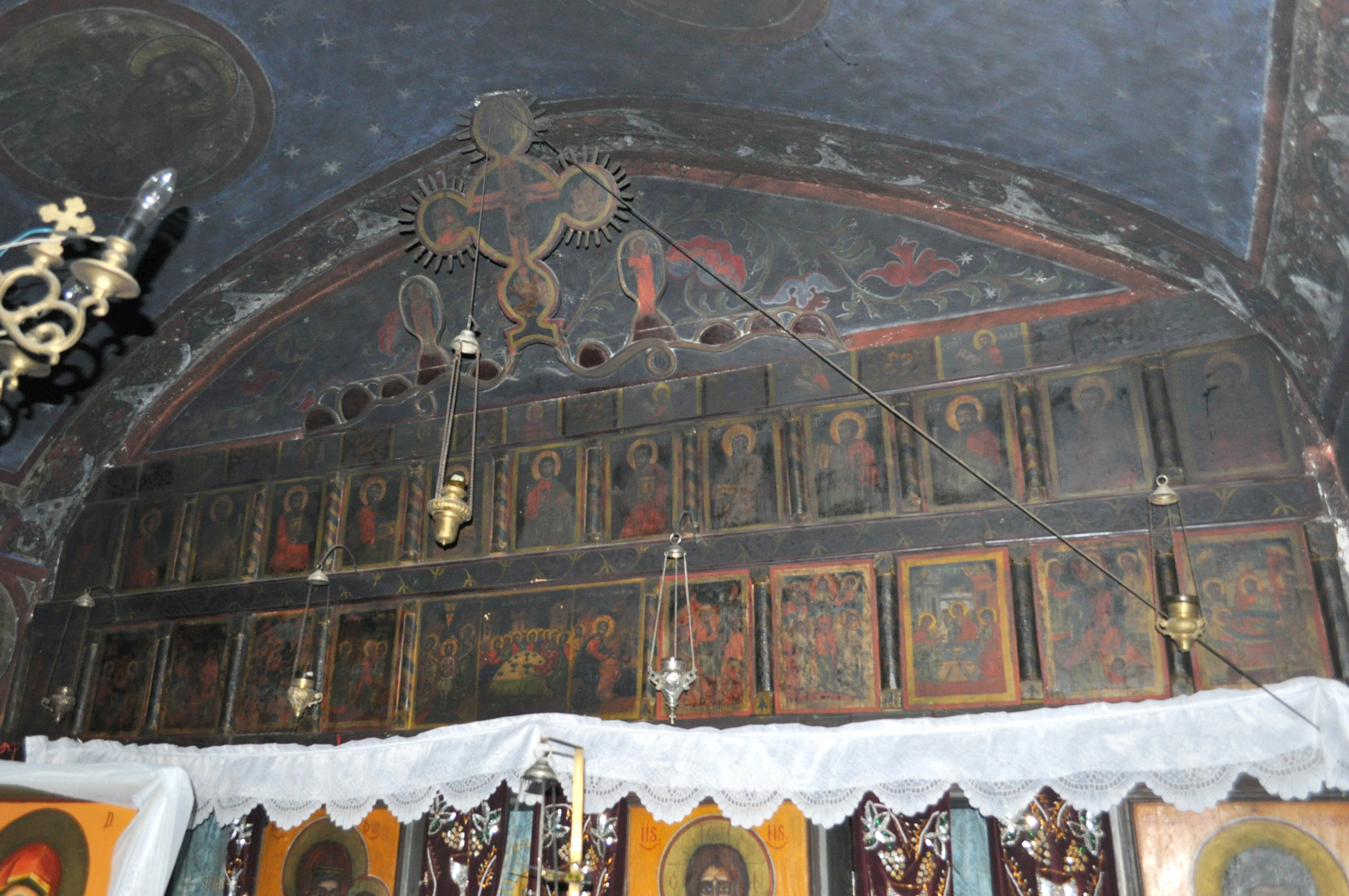
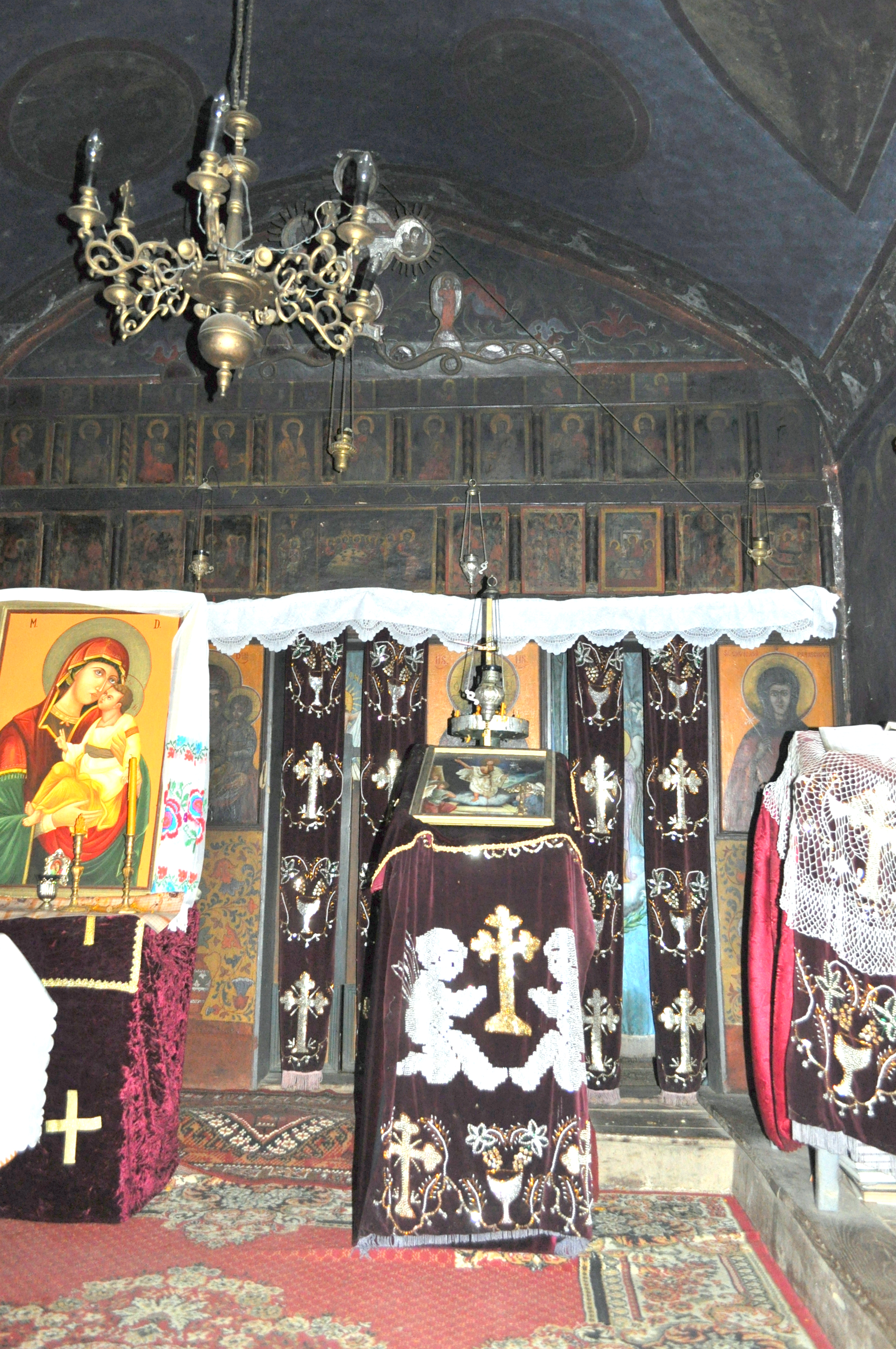
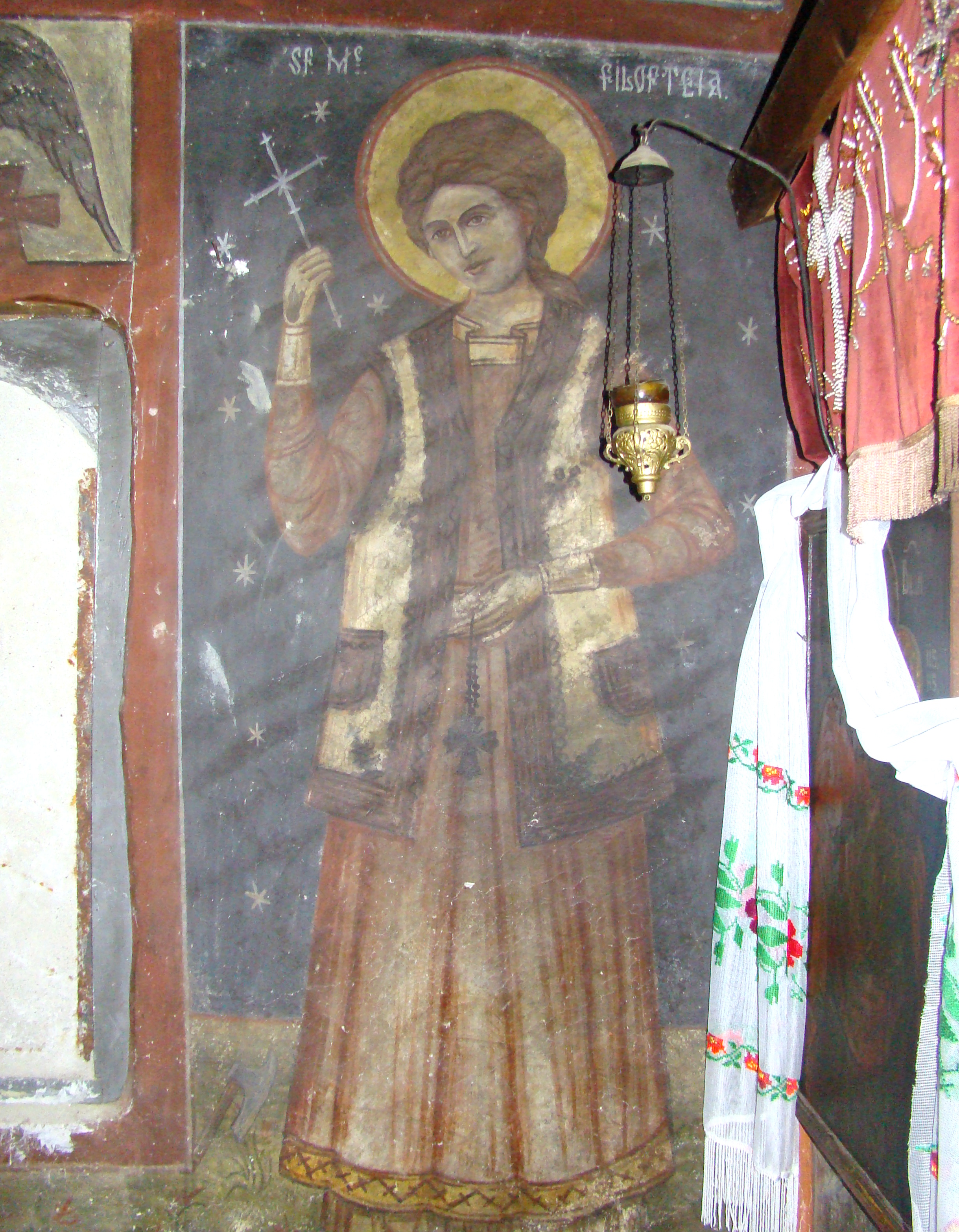
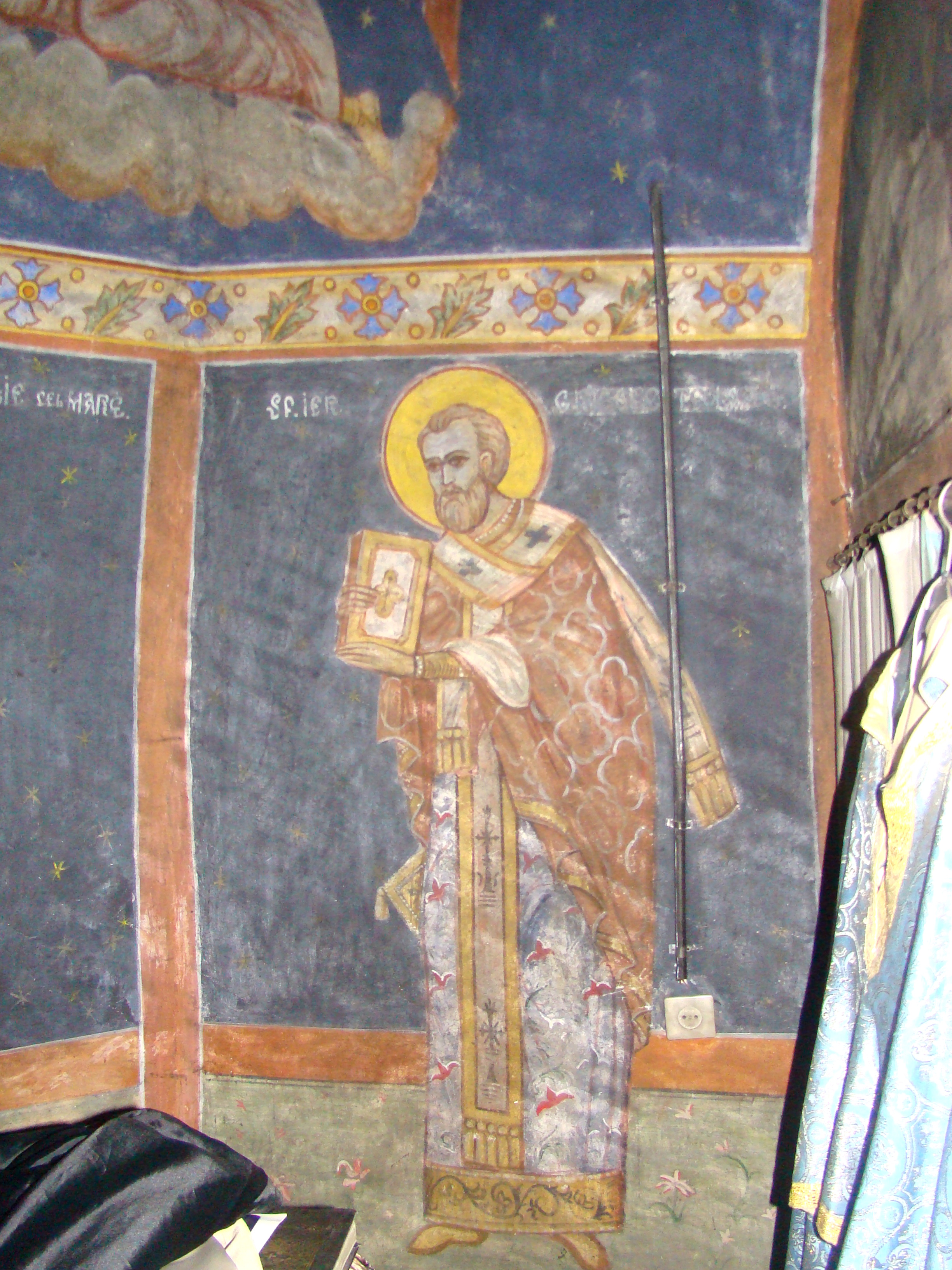
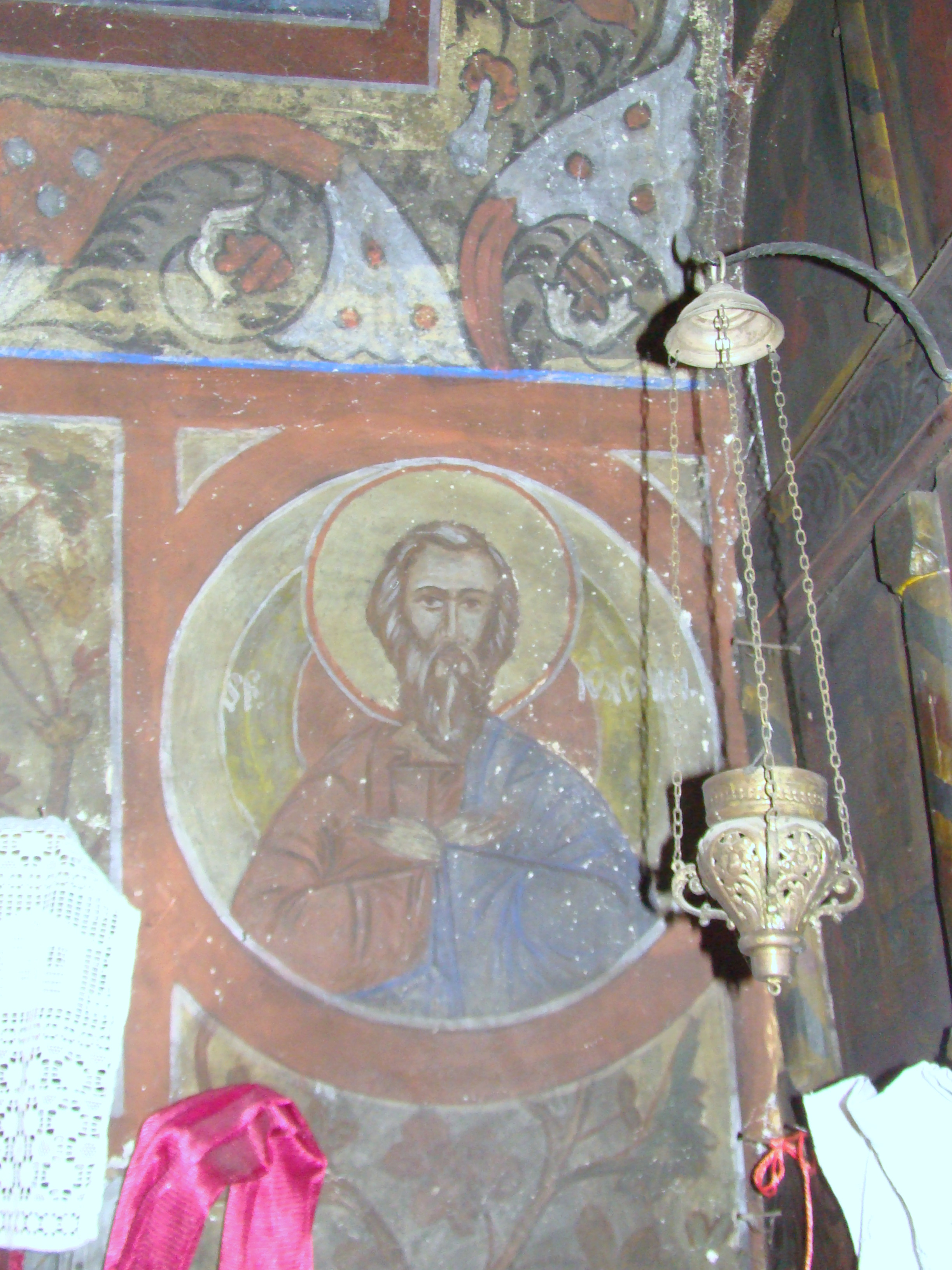
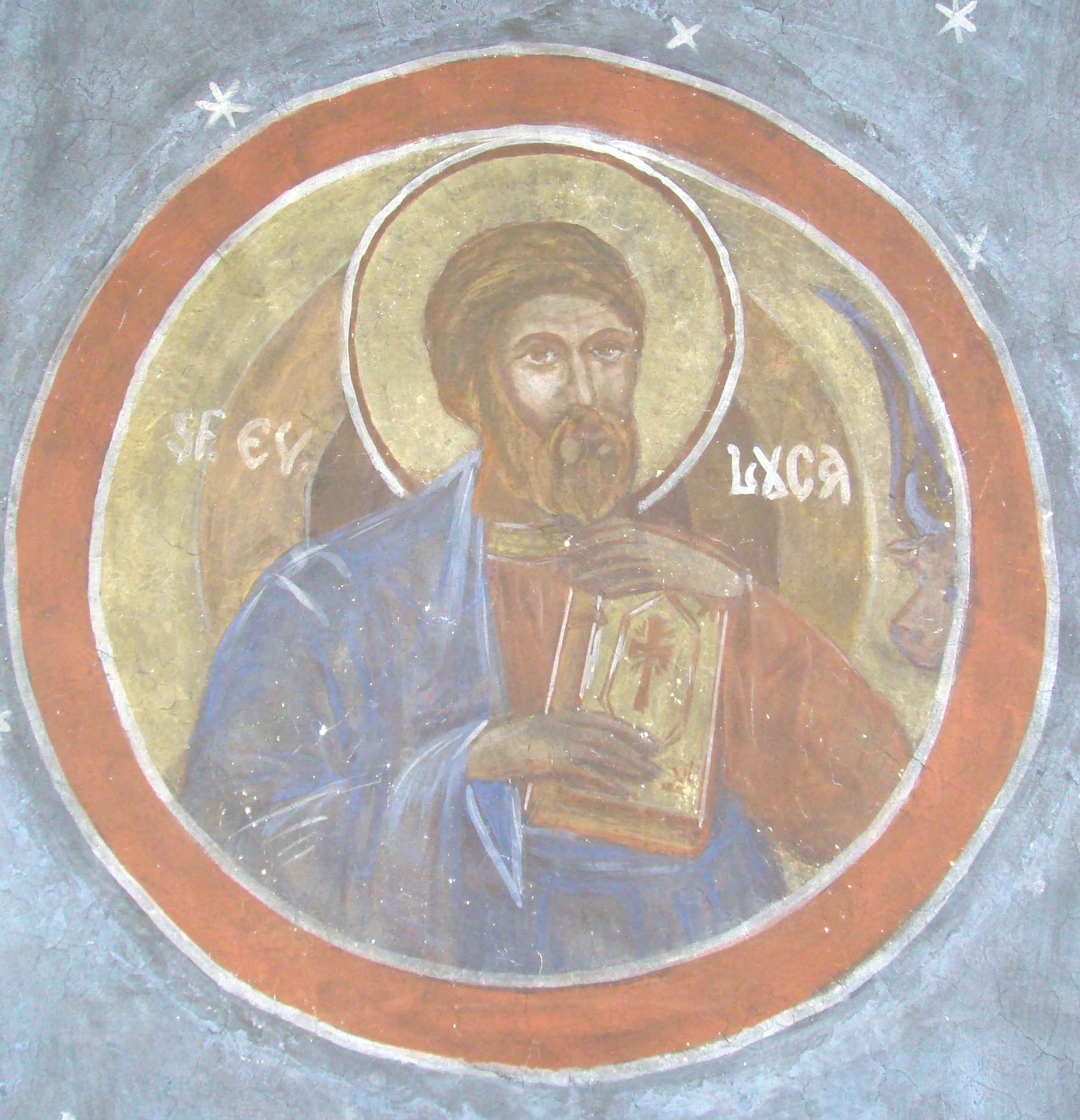
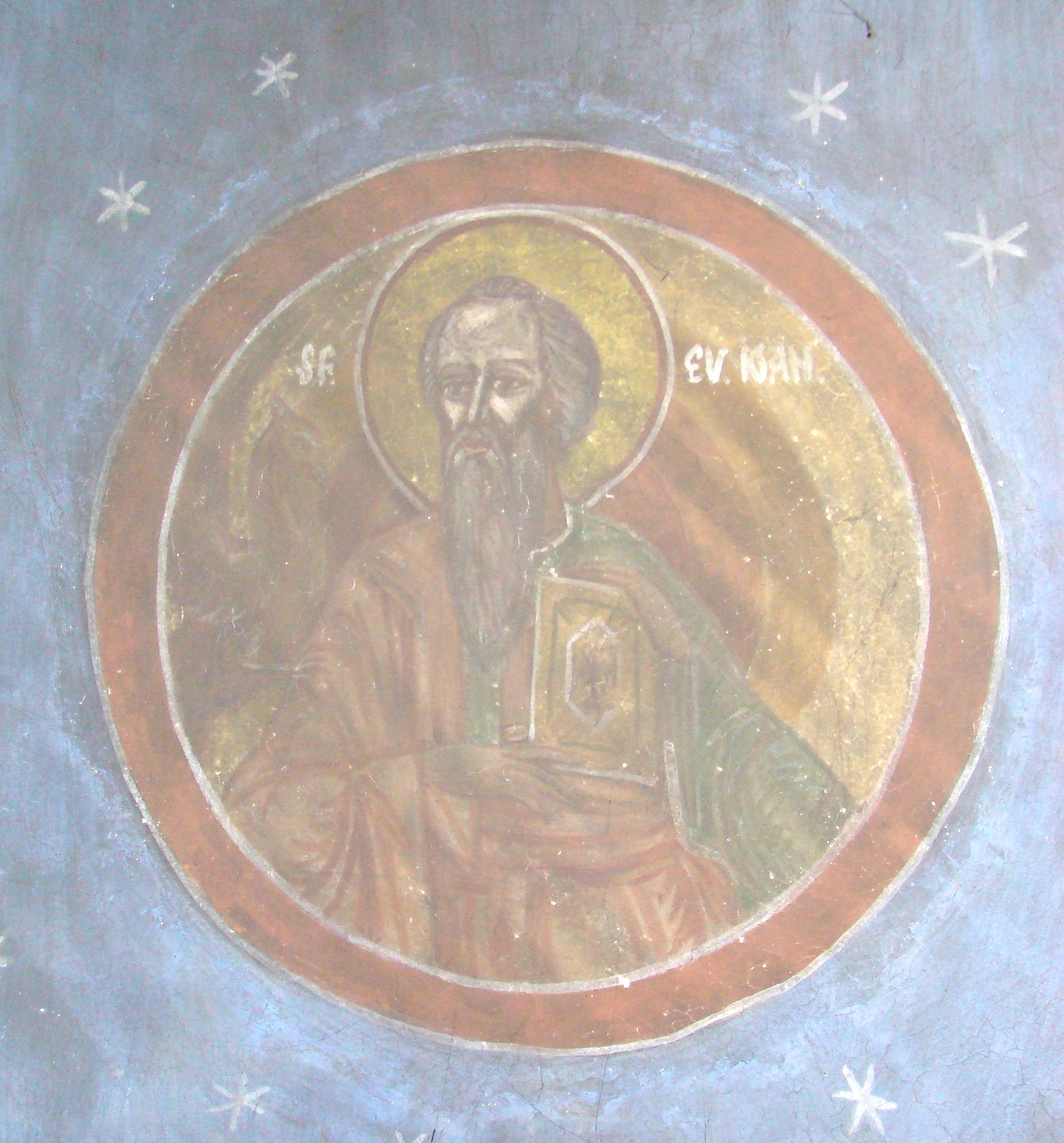
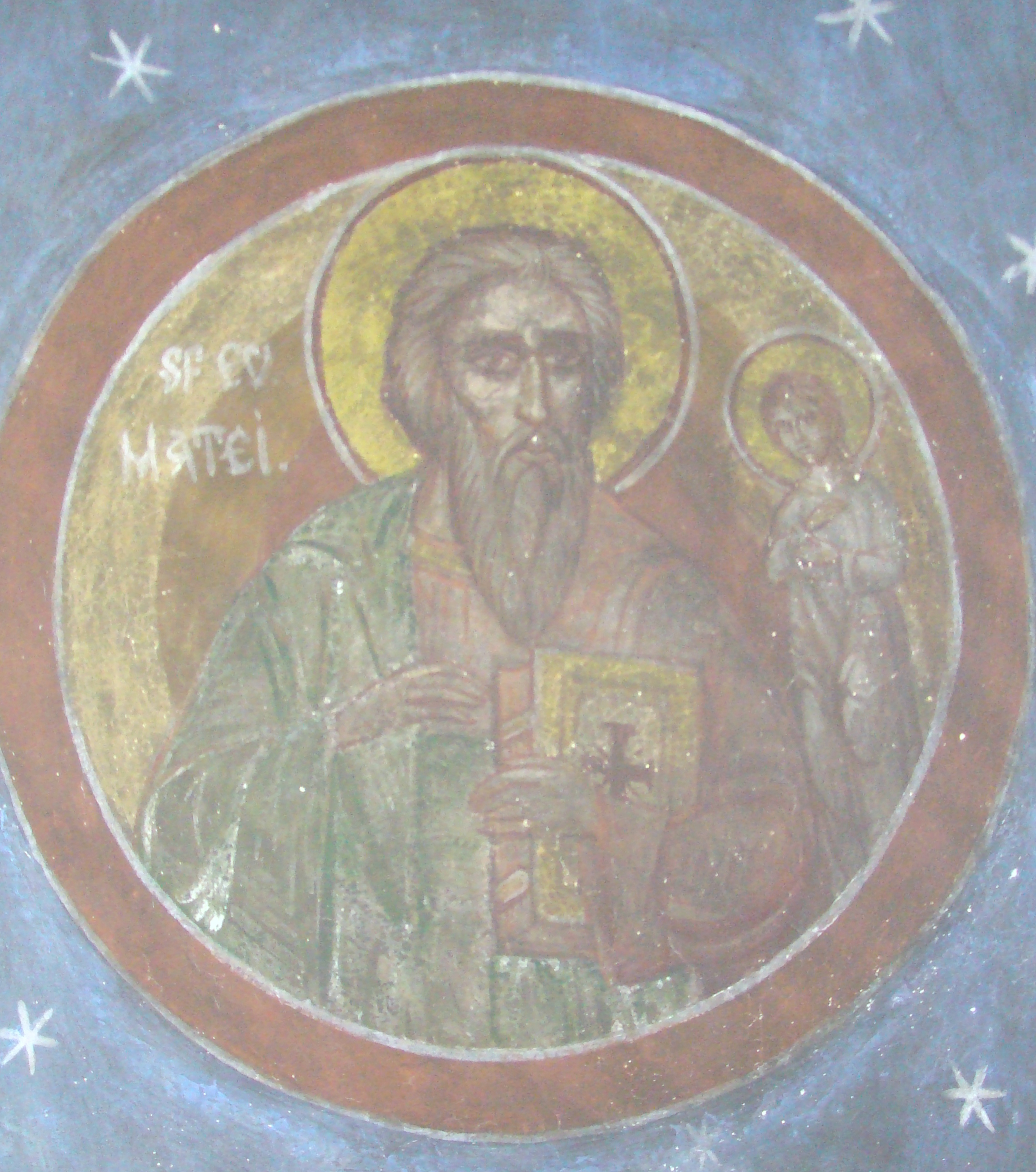
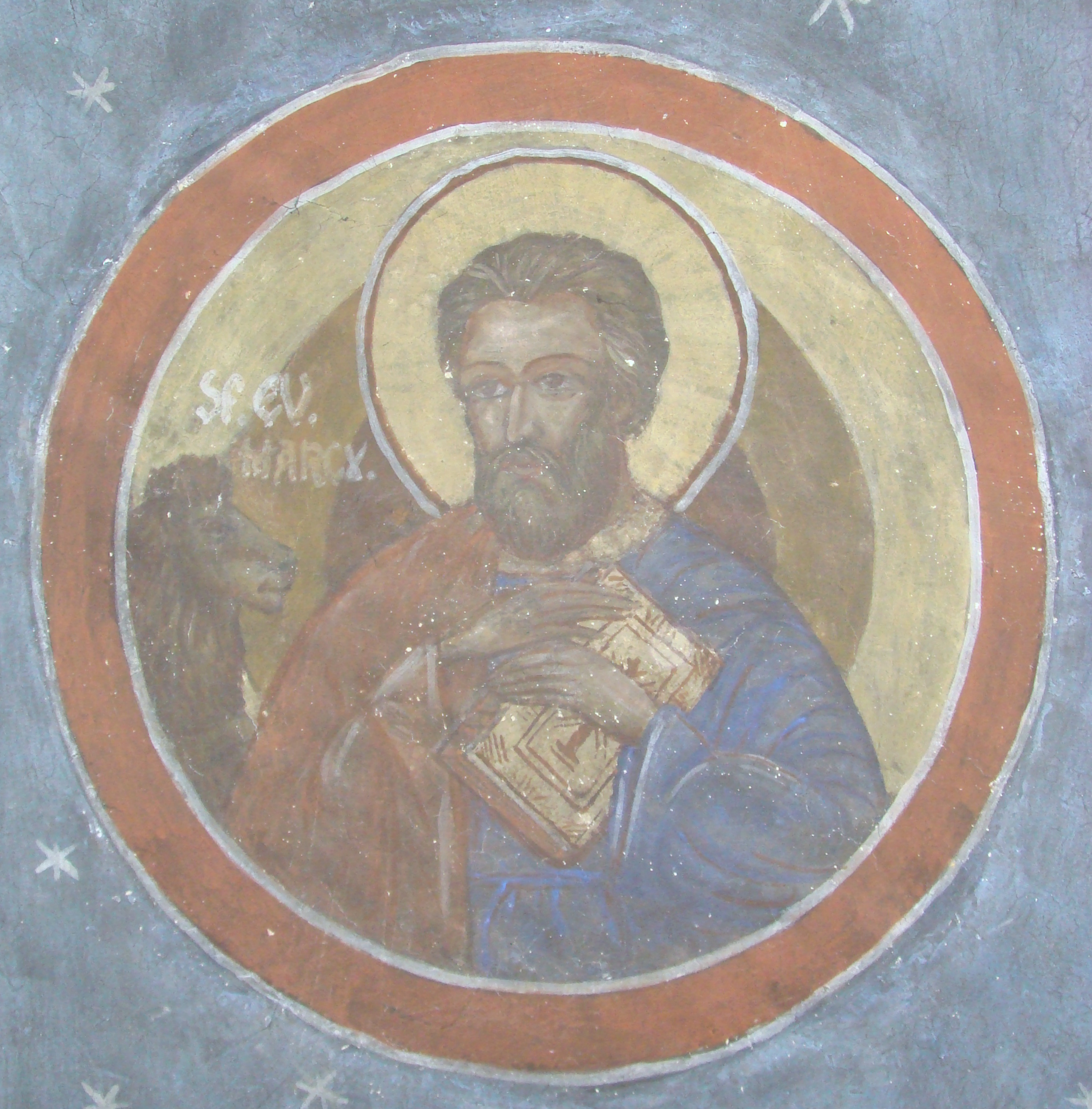